# Mella, Cuba
Mella là một đô thị ở tỉnh Santiago de Cube của Cuba. Đô thị này có cự ly 20 km (12 mi) về phía bắc Palma Soriano.

## Thông tin nhân khẩu
Năm 2004, đô thị Mella có dân số 33.667 người. Diện tích là 335 km² (129,3 mi²), với mật độ dân số là 100,4người/km² (260người/sq mi).